# Чернатка
Чернатка — деревня в Шумячском районе Смоленской области России. Входит в состав Первомайского сельского поселения. Население — 10 жителей (2007 год). 
Расположена в юго-западной части области в 21 км к северо-востоку от Шумячей, в 13 км западнее автодороги А141 Орёл — Витебск, на берегу реки Остёр. В 12 км северо-восточнее деревни расположена железнодорожная станция Крапивенская на линии Смоленск — Рославль. 

## История
В годы Великой Отечественной войны деревня была оккупирована гитлеровскими войсками в августе 1941 года, освобождена в сентябре 1943 года.